# William Leonard Moore
William Leonard Moore ou Bill Moore (nascido em 31 de outubro de 1943) é um autor e antigo investigador de OVNIs, proeminente desde o final dos anos 1970 até o final dos anos 1980. Ele é co-autor de dois livros com Charles Berlitz , The Philadelphia Experiment - Project Invisibility, e The Roswell Incident.